# Ardulfurataini Watan
Ardulfurataini Watan eller Ardh Alforatain (De to floders land) var Iraks nationalmelodi. Melodien blev indført i 1981 med tekst af Shafiq Abdul Jabar Al-Kamali og musik af Walid Georges Gholmieh. I 2003 ændredes nationalmelodien til Mawtini (Mit Hjemland) efter Saddam Husseins regering blev væltet.